# Nuevo Casas Grandes
Pour les articles homonymes, voir Casas.
Nuevo Casas Grandes est une ville du Mexique dans l'État de Chihuahua. Peuplée de 80 000 habitants, elle a été fondée en 1870.
Son nom vient d'une autre ville à proximité appelée Casas Grandes. Elle est située dans une région à grande valeur archéologique. Jumelée à Colorado Springs, elle abrite un aéroport codé NCG.

## Évêché
- Diocèse de Nuevo Casas Grandes
- Cathédrale de Nuevo Casas Grandes